# Geraldine Ferraro
Geraldine Anne Ferraro (ur. 26 sierpnia 1935 w Newburgh, zm. 26 marca 2011) – amerykańska działaczka polityczna.

## Życiorys
Pochodziła z rodziny o włoskich korzeniach. Zanim w 1978 została wybrana członkinią Izby Reprezentantów z ramienia Partii Demokratycznej, pełniła obowiązki prokuratora okręgowego w swym stanie.
W 1984 były wiceprezydent i kandydat Demokratów na prezydenta Walter Mondale zaproponował jej wspólny start jako kandydatce na wiceprezydenta. Ferraro była pierwszą kobietą, która uzyskała nominację jednej z dwóch głównych partii jako kandydatka na wiceprezydenta. Mondale i Ferraro zostali w listopadzie 1984 pokonani przez urzędujących prezydenta i wiceprezydenta Ronalda Reagana i George’a H.W. Busha.
W 1992 bez powodzenia ubiegała się o miejsce w Senacie. Była też komentatorką polityczną w sieci CNN. Poparła Hillary Clinton w jej walce o nominację na kandydata na prezydenta USA. W marcu 2008 podczas wywiadu z gazetą „Daily Breeze” Ferraro stwierdziła, iż gdyby Barack Obama był biały, nigdy nie zaszedłby tak daleko. Gdy została skrytykowana za tę wypowiedź, stwierdziła, że jest atakowana ze względu na swój kolor skóry.
Zmarła na raka 26 marca 2011.